# Axiom Mission 1
Axiom Mission 1 (AX-1 o Ax1) è stata la prima missione spaziale organizzata da Axiom Space che ha utilizzato una Crew Dragon fornita da SpaceX come vettore. La missione è decollata dal Complesso di lancio 39A del Kennedy Space Center l'8 aprile 2022, inviando quattro persone sulla ISS per un soggiorno inizialmente previsto di circa otto giorni, in seguito protrattisi a 17. L'equipaggio era composto da: Michael López-Alegría, ex astronauta NASA assunto da Axiom Space, Larry Connor dagli Stati Uniti, Mark Pathy dal Canada e Eytan Stibbe per Israele. Inizialmente fra i membri dell'equipaggio dovevano esserci Tom Cruise e Doug Liman per un progetto cinematografico, ma successivamente venne annunciato che prenderanno parte ad un volo successivo.

## Storia
Axiom Space venne fondata nel 2016 con l'obiettivo di creare la prima stazione spaziale commerciale al mondo. All'inizio del 2020, la NASA annunciò che ad Axiom era stato concesso l'accesso futuro al portello di attracco frontale del modulo Harmony della Stazione spaziale internazionale (ISS) dov'è attualmente situato il PMA-2/IDA-2, al quale Axiom prevede di attraccare il Segmento Orbitale Axiom; un complesso di almeno tre moduli pressurizzati e un'ampia finestra di osservazione - simile alla Cupola - che potranno facilitare le attività della compagnia in orbita terrestre bassa. Prima del lancio del primo modulo nel 2024, Axiom aveva pianificato di organizzare missioni con equipaggio sulla ISS, composte da turisti spaziali paganti o astronauti di agenzie pubbliche o organizzazioni private.
Nel marzo 2020, Axiom annunciò che avrebbe noleggiato dalla SpaceX un volo per la ISS a bordo della navicella spaziale Crew Dragon par la fine del 2021, poi posticipata all'inizio del 2022. Questa missione è stata la prima missione con equipaggio interamente gestita commercialmente sulla ISS e una delle prime missioni di turismo spaziale orbitale dedicato, insieme alla missione Sojuz MS-20 di Roscosmos, avvenuta alla fine del 2021. A seguito di questo volo, Axiom prevede di offrire voli con equipaggio alla ISS anche due volte all'anno, "[allineandosi] alle opportunità di volo messe a disposizione dalla NASA".

## Equipaggio
L'equipaggio originale doveva essere composto da Michael López-Alegría, Tom Cruise, Doug Liman e Eytan Stibbe, annunciato nel 2020. Il costo di ciascuno dei posti riservati ai turisti spaziali sarebbe stato di 55 milioni di dollari. All'inizio del 2021 fu annunciato che Tom Cruise e Doug Liman non avrebbero preso parte a questa missione, bensì ad una missione successiva.
Il 26 gennaio 2021, Axiom comunicò i nomi dell'intero equipaggio che avrebbe preso parte alla missione: Michael López-Alegría, ex astronauta della NASA e attuale Axiom Space VP e gli imprenditori Larry Connor, Mark Pathy e Eytan Stibbe. L'equipaggio di riserva sarà invece composto da Peggy Whitson, ex astronauta della NASA, e John Shoffner, pilota e imprenditore di Airshow, rispettivamente nei ruoli di comandante e pilota.
| Ruolo                     | Equipaggio                        | Equipaggio                        |
| ------------------------- | --------------------------------- | --------------------------------- |
| Comandante                | Michael López-Alegría Quinto volo | Michael López-Alegría Quinto volo |
| Pilota                    | Larry Connor Primo volo           | Larry Connor Primo volo           |
| Specialista di missione 1 | Mark Pathy Primo volo             | Mark Pathy Primo volo             |
| Specialista di missione 2 | Eytan Stibbe Primo volo           | Eytan Stibbe Primo volo           |

### Equipaggio di riserva
| Ruolo      | Equipaggio    | Equipaggio    |
| ---------- | ------------- | ------------- |
| Comandante | Peggy Whitson | Peggy Whitson |
| Pilota     | John Shoffner | John Shoffner |

## Missione
Il lancio è avvenuto l'8 aprile 2022, con un vettore Falcon 9 Block 5 da Complesso di lancio 39A del Kennedy Space Center, una base di lancio di proprietà della NASA affittata a SpaceX per i lanci del Falcon 9. Il veicolo utilizzato è stato la Crew Dragon Endeavour che aveva precedentemente volato per due missioni di lunga durata, SpaceX Crew Dragon Demo 2 e Crew-2 sulla Stazione spaziale internazionale (ISS) rispettivamente nel 2020 e 2021.
Una volta giunta in orbita, la navicella ha impiegato due giorni per raggiungere la ISS, attraccando al modulo Harmony, e l'equipaggio ha trascorso quindici giorni a bordo della Stazione Spaziale Internazionale. Per tutta la durata della missione l'equipaggio ha dormito a bordo della navicella in quanto i sei alloggi della ISS erano già occupati dai membri dell'Expedition 67. Al termine del soggiorno sulla ISS, la navicella si è sganciata in modo automatico dalla Stazione Spaziale Internazionale e ha fatto rientro sulla Terra il 25 aprile tramite un ammaraggio nell'Oceano Atlantico, dove ad attenderla si trovava la nave di supporto della SpaceX (GO Searcher) che la ha recuperata, e ha fatto sbarcare l'equipaggio in modo sicuro, per poi condurlo al Kennedy Space Center.